# Дальневосточная энергетическая управляющая компания
Акционерное общество «Дальневосточная энергетическая управляющая компания» (АО «ДВЭУК») — российская энергетическая компания, управлявшая государственными проектами развития энергетической инфраструктуры в Дальневосточном федеральном округе. Осуществляла операционную деятельность по выработке тепло- и электроэнергии на острове Русский в городе Владивостоке. Мажоритарным акционером являлась Российская Федерация в лице Росимущества (владела 99,9 % акций). АО «ДВЭУК» было ликвидировано в 2019 году путём разделения на две компании, которые в 2022 году были переданы ПАО «ФСК ЕЭС» и ПАО «РусГидро».

## История
АО «ДВЭУК» было создано РАО «ЕЭС России» 16 июля 2001 года с целью антикризисного управления предприятиями энергетики Дальнего Востока. В разные годы компания осуществляла функции единоличного исполнительного органа в ОАО «Дальэнерго», ЗАО «ЛуТЭК», ОАО «Камчатскэнерго», ОАО «Сахалинэнерго», ОАО «Геотерм», ОАО «Хабаровскэнерго», ОАО «Амурэнерго». С 2008 года задачей компании является реализация государственной политики по управлению проектами опережающего развития энергетической инфраструктуры в регионах Дальнего Востока.
В 2008-2015 годах силами АО «ДВЭУК» было выполнено проектирование и строительство крупных сетевых объектов в Приморском крае, Республике Саха (Якутия), Амурской и Магаданской областях. Объём государственного финансирования инвестиционной программы за период 2009-2015 годов составил около 70 млрд рублей (с учётом НДС).
В Приморском крае, в рамках подпрограммы «Развитие г. Владивостока как центра международного сотрудничества в Азиатско-Тихоокеанском регионе» федеральной целевой программы «Экономическое и социальное развитие Дальнего Востока и Забайкалья на период до 2013 года», была создана система энергоснабжения объектов саммита АТЭС-2012, в том числе Дальневосточного федерального университета, Приморского океанариума (включая мини-ТЭЦ «Океанариум»), объектов социальной и коммунальной инфраструктуры на острове Русский.
Компания отмечает высокую значимость этого проекта: 

«У нас за плечами почти 2,5 тысячи км линий электропередачи разных классов напряжения, уникальные объекты малой распределенной генерации, полтора десятка реконструированных или построенных с нуля подстанций. Одними из самых важных стали проекты по энергообеспечению саммита АТЭС-2012, когда в кратчайший срок на острове Русском был создан абсолютно новый энергетический кластер, а на материковой части Владивостока проведена масштабная модернизация сетевого хозяйства».— Дмитрий Селютин: "Чудо-таблетки" от болезней дальневосточной энергетики не существует, интервью к 15-летию компании
В Амурской области частично реализован проект строительства энергокольца на территории города Благовещенска. Возведённые энергообъекты обеспечили активную жилую застройку в новом микрорайоне «Северный», однако проект энергокольца в настоящее время не завершён из-за прекращения госфинансирования.
В Магаданской области введена в эксплуатацию распределительная линия электропередачи для надёжного энергоснабжения большей части населённых пунктов региона, включая город Магадан. Также построена новая ВЛ 220 кВ «Оротукан - Палатка - Центральная» для повышения надёжности и безопасности энергоснабжения Магаданского энергоузла, создания схемы выдачи электрической мощности Колымского каскада ГЭС с целью освоения месторождений Яно-Колымской золоторудной провинции, в том числе Наталкинского золоторудного месторождения. Запланированное на 2016 год технологическое присоединение ЛЭП к сетевой инфраструктуре ПАО «Магаданэнерго» не состоялось из-за проволочек с финансированием, запуск линии в полном проектном объёме ожидается в 2018 году.
В Республике Саха (Якутия) АО «ДВЭУК» управляет объектами электросетевого хозяйства стоимостью более 43 млрд рублей, которые были построены в период 2010-2014 годов, включая крупнейшую на Дальнем Востоке ВЛ 220 кВ «Чернышевский - Мирный - Ленск - Пеледуй» с отпайкой до НПС-14. С 2015 года компания расширяет собственную электросетевую инфраструктуру для покрытия перспективных нагрузок трубопроводной системы «Восточная Сибирь - Тихий океан» (ВСТО) и присоединения объектов газопровода «Сила Сибири» (Якутский центр газодобычи). В 2017 году АО «ДВЭУК» обеспечило покрытие перспективных нагрузок ВСТО в Якутии и Иркутской области, в результате работ по технологическому присоединению объектов нефтепровода трансформаторная мощность ЛЭП увеличена на 30%. Кроме этого, ПАО «Газпром» и АО «ДВЭУК» заключили
договоры на техприсоединение компрессорных станций «Силы Сибири» (КС-1 «Салдыкельская» и КС-2 «Олекминская»). Общая стоимость строительства к 2020 году новой электросетевой инфраструктуры для подключения КС-1 и КС-2 превышает 2,8 млрд рублей. Ещё около 300 млн рублей АО «ДВЭУК» затратит на реконструкцию собственной инфраструктуры в Западном энергорайоне Якутии.
В 2018 году АО «ДВЭУК» планирует инвестировать в строительство и реконструкцию объектов электросетевой инфраструктуры Дальнего Востока 1,77 млрд рублей. В январе 2018 года в АО «ДВЭУК» поступила заявка от ПАО «Газпром» на техприсоединение Чаяндинского нефтегазоконденсатного месторождения – основной ресурсной базы Якутского центра газодобычи. Предварительная стоимость проекта внешнего энергосбережения месторождения оценивается в 5,2 млрд рублей, срок реализации – до 2022 года.
В перспективе ожидается системная интеграция технологически изолированных территориальных электроэнергетических систем Якутии в Единую национальную электрическую сеть (ЕНЭС), обеспечение внешнего энергоснабжения объектов Накынского месторождения Нюрбинского горно-обогатительного комбината, а также создание инфраструктуры для возможности выхода на оптовый рынок электроэнергии и мощности предприятий группы «Алроса».
В 2019 году, в соответствии с Распоряжением Федерального агентства по управлению государственным имуществом (Росимущество) от 18.03.2019 № 141-р АО «ДВЭУК» реорганизовано в форме разделения на:
1. Акционерное общество «Дальневосточная энергетическая управляющая компания — ЕНЭС» (АО «ДВЭУК — ЕНЭС»)
2. Акционерное общество «Дальневосточная энергетическая управляющая компания — ГенерацияСети» (АО «ДВЭУК — ГенерацияСети»)

В 2022 году АО «ДВЭУК — ЕНЭС» было присоединено к ПАО «ФСК ЕЭС», а АО «ДВЭУК — ГенерацияСети» стало дочерним обществом ПАО «РусГидро».

### Проекты
| Наименование | Расположение             | Период    | Стадия                                    |
| --- | ------------------------ | --------- | ----------------------------------------- |
| Строительство ВЛ 220 кВ «Сунтар - Олекминск» с ПС «Олекминск». Отпайка на НПС №14 | Республика Саха (Якутия) | 2008-2013 | завершён                                  |
| Строительство ВЛ 220 кВ «Чернышевский - Мирный - Ленск - Пеледуй», с отпайкой до НПС № 14 | Республика Саха (Якутия) | 2010-2016 | завершён                                  |
| Строительство двух одноцепных ВЛ 220 кВ «Пеледуй - Чертово Корыто - Сухой Лог - Мамакан» с ПС 220/110 кВ «Чертово Корыто», ПС 220/110 «Сухой Лог» и расширением ОРУ 220 кВ ПС «Пеледуй»                                        | Республика Саха (Якутия) |           | разработана проектно-сметная документация |
| Строительство ВЛ 220 кВ Мирный-Сунтар-Нюрба с подстанциями 220 кВ "Сунтар" и "Нюрба" (3 и 4 пусковые комплексы) | Республика Саха (Якутия) | 2016-2020 | предпроектные работы                      |
| Строительство ВЛ 35/110 кВ «Центральная - Сокол - Палатка» с заходом на ПС 110,35 кВ | Магаданская область      | 2011-2014 | завершён                                  |
| Строительство ВЛ 220 кВ «Оротукан - Палатка - Центральная» | Магаданская область      | 2011-2016 | завершены строительно-монтажные работы    |
| Строительство электрических сетей 110 кВ кольца г. Благовещенска | Амурская область         | 2009-2014 | завершён этап                             |
| Строительство и реконструкция распределительных сетей материковой части г. Владивостока | Владивосток              | 2009-2015 | завершён                                  |
| Строительство распределительных электрических сетей на о. Русский класса 35 кВ | Владивосток              | 2009-2012 | завершён                                  |
| Создание источников генерации с хранилищами топлива и распределительных сетей для теплоснабжения и электроснабжения (класса 10 кВ) объектов делового центра саммита, первой очереди Дальневосточного федерального университета | Владивосток              | 2008-2015 | завершён                                  |
| Строительство тепловой сети от мини-ТЭЦ «Северная» до мини-ТЭЦ «Центральная» | Владивосток              | 2010-2014 | завершён                                  |
| Обеспечение теплоснабжения и электроснабжения научно-образовательного комплекса «Приморский океанариум» на о. Русский | Владивосток              | 2010-2014 | завершён                                  |
| Обеспечение подключения НОК «Приморский океанариум» к магистральным инженерным сетям о. Русский | Владивосток              | 2010-2014 | завершён                                  |

## Активы
К лету 2017 года на активы компании претендовали РусГидро и ФСК, на тот момент АО «ДВЭУК» имело три мини-ТЭЦ на острове Русском (49,8 МВт), 2,46 тыс. км ЛЭП и подстанции мощностью 818 МВА. 19 сентября 2017 года на совещании у зампреда правительства РФ Аркадия Дворковича и Юрия Трутнева обсуждалась передача профильных активов АО «ДВЭУК» в ведение энергетических компаний, осуществляющих эксплуатационную деятельность в регионах Дальнего Востока под управлением ПАО «Россети» и ПАО «РусГидро», путём выделения дочерних обществ и закрепления за ними объектов ЕНЭС и прочих объектов энергетического назначения.
По итогам совещания была определена модель возмездной передачи акций создаваемых в дальнейшем дочерних обществ АО «ДВЭУК» в собственность монополий с сохранением акций материнской компании в собственности Российской Федерации. При этом АО «ДВЭУК» продолжает финансово-хозяйственную деятельность в качестве самостоятельного юридического лица, за компанией сохраняется статус заказчика-
застройщика по реализации инвестиционных проектов развития электроэнергетики Дальнего Востока за счёт реинвестирования получаемых от продажи профильных активов доходов в строительство новых электросетевых объектов.
С 1 января 2018 года в собственность АО «ДРСК» (входит в РусГидро) по договору купли-продажи перешли объекты электросетевого хозяйства АО «ДВЭУК» в Приморском крае стоимостью 2,3 млрд рублей. Прорабатывается вопрос заключения аналогичной сделки с ПАО «Магаданэнерго» (входит в РусГидро) по продаже электросетевых объектов АО «ДВЭУК» в Магаданской области.